# 大井氏
大井氏（おおいし）
- 紀氏。大井実春など。
- 信濃源氏小笠原氏の庶流。信濃守護代も勤めた。
- 甲斐源氏武田氏の庶流。
- 武蔵七党の1つである村山党の一族。

## 大井氏（紀氏）
紀氏のうち長谷雄流に属する一族は実直の頃、国衙の関係者として武蔵国に土着した。伊勢国との関わりが深い。一族には大井氏の他に、品川氏・春日部氏・堤氏・潮田氏が居る。なお春日部氏は源頼政の郎党であったと考えられる。
大井実春は寿永3年（1184年）3月、伊勢国の平氏残党（志田義広や平田家継（平田入道）、平信兼）の征討に参加する。元暦2年（1184年）1月、源義経拝賀の椀飯を勤める。文治元年（1185年）11月、伊勢国桑名郡香取五ヶ郷（三重県桑名市多度町香取）を所領とする。元久元年（1204年）12月、本貫である荏原郡大井郷と隣接する大杜郷を所領とする。その後も大井氏は、品川氏と共に源頼朝の「随兵」に選ばれるなど厚遇されていた。また大井実春は怪力の持ち主で、源頼朝の御前で催される相撲の選手でもあった。
参考文献
- 落合義明『中世東国の「都市的な場」と武士』 （2005年） ISBN 978-4634523418
- 野口実『東国武士と京都』 （2015年） ISBN 978-4886217110

## 大井氏（小笠原氏族）
小笠原長清の七男朝光が、承久3年（1221年）の承久の乱における「宇治川の合戦」での戦功により、信濃国佐久郡大井荘（長野県佐久市岩村田）の地頭となって土着したのが起源とされる。同時に伊賀国にも所領を得た。朝光の子・朝氏は弘安3年（1280年）、亀山上皇の御前で流鏑馬を披露している（『勘仲記』）。保科
弘安2年（1279年）、同じ佐久郡内の伴野荘を一遍が訪問すると、光長が自邸に迎え入れている（『絹本著色一遍上人絵伝』）。弘安8年（1285年）朝光の孫・行光の代に霜月騒動が起こり、伴野荘の地頭で小笠原家惣領職・伴野氏が没落。大井氏はこれを契機に佐久郡内に勢力を拡大していったとされる。建治元年（1275年）5月六条八幡新宮の造営費用が全国の御家人に求められると、信濃国に住む大井太郎跡は、20貫文を納めた。
南北朝の動乱期は、本家小笠原氏に従って足利方として活躍。中先代の乱で足利尊氏が北条時行から鎌倉を奪回し、そのまま後醍醐天皇から離反すると、忠房親王を大将として東山道を進軍する南朝方の軍（官軍）により、大井城は激しい攻撃を受ける。小笠原一族や村上氏など信濃の足利方の支援を受けるも、この戦いで大井城は落城の憂き目を見る。だが東海道を進んだ新田義貞軍が箱根・竹ノ下の戦いで大敗したことで、東山道軍も京都に撤退した。大井氏は大井城を復旧させると共に、以後も北朝方の有力将として信濃の北条残党や南朝方と戦いを続ける。この時代、朝行の甥にあたる大井甲斐守光長が信濃守護小笠原政長の守護代を勤め、正平5年（1350年）には足利直義の命令で信濃国太田荘大倉郷の地頭職を巡る争いを調停するなど、勢力を拡大させていった。
しかし光長の子・大井光矩は、応永7年（1400年）の大塔合戦では信濃守護の小笠原長秀に加勢せず、戦いに敗れて塩崎城に篭った長秀の救出のみにしか動かなかった。その後、光矩の子・大井持光は、近隣の芦田氏（依田氏）や平賀氏などを下し勢力を広げ、永享10年（1438年）の永享の乱で自害した鎌倉公方足利持氏の遺児・永寿王（後の古河公方足利成氏）を庇護し、嘉吉元年（1441年）の結城合戦では結城氏朝に永寿王を送り届けるなど、地理的に近い関東の情勢と関係を深めて行く。持光の子・大井政光も享徳3年（1454年）の享徳の乱では成氏を支持して関東に出陣したが、翌年に成氏が鎌倉を追われて下総古河に移座すると、大井氏の関東での影響力にも陰りが出始める。
「妙法寺記」には、文明元年（1468年）や文明4年（1472年）に大井氏など信濃勢（佐久の国人衆）が甲斐国に攻め入り、文明9年(1477年)には甲斐勢が佐久に侵攻して敗北した記録が残されており、当時守護武田氏の力が弱かった隣接する甲斐にも侵攻していた事が分かる。しかし、文明11年（1479年）には同じ佐久郡内の同族・伴野氏との戦いに大敗し、大井政朝が生け捕りとなり、大井氏の執事相木氏が討死を遂げる。この戦いで、伴野氏方には大井氏に度々侵攻されていた甲斐の武田信昌が加担していたといわれる。文明16年（1484年）、大井政朝から弟の安房丸への代替わり時に、小県郡から佐久郡に勢力を伸ばそうとしていた村上氏の攻勢を受け、大井城は落城し大井宗家は滅亡する。
宗家は滅亡したが、甲斐武田氏系統の長窪大井氏の大井玄慶（政則（安房丸）の子・政信との説もある）が大井城を継ぎ、岩尾・耳取・芦田・相木など一門や家臣も存続した。これら残された一族は、村上氏の与力豪族的な位置付けとされるが、確定的な資料は残されていない。ただ依田氏など、それまで大井氏に従属していた諸族の多くは村上氏の下に移っており、実質的に佐久郡は村上氏の影響下に置かれた。
永正6年（1509年）、将軍足利義尹は関東管領上杉顕定に命じて大井行満と伴野貞慶の和睦を図ったが、劣勢に陥った伴野氏は甲斐の武田信虎を頼った。その後、永正16年（1519年）に信虎が佐久郡平賀城を攻めたのを皮切りに、武田氏と村上氏の争いの場となり、大井氏・平賀氏・依田氏をはじめとする佐久郡の豪族も村上氏や武田氏、更に関東管領山内上杉氏などの間で離合集散を繰り返し、やがて天文12年（1543年）には長窪城の大井貞隆が武田晴信（信玄）に敗れ、弟の大井貞清は岩尾城の大井行頼や小諸城の大井高政とともに武田氏に臣従した。
戦国末期になると武田氏が滅亡し、徳川氏・後北条氏・上杉氏の勢力が信濃に伸び（天正壬午の乱）、大井氏一族も巻き込まれていく。天正11年（1583年）、佐久で唯一残った後北条方の岩尾大井氏（大井朝光の孫光泰が祖）の大井行吉が立て篭もる岩尾城攻めで、徳川方の依田信蕃と弟の信幸が戦死を遂げている。一方、耳取大井氏の大井政成が徳川氏の家臣となり、旗本として存続した。長窪氏などの支族がある。
なお、出羽国由利郡の由利十二頭のほとんどが大井氏の庶流を称している。

## 武田大井氏

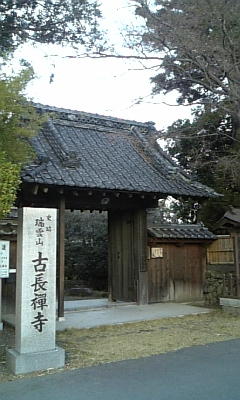
古長禅寺

大井氏は、甲斐国巨摩郡大井荘（山梨県南アルプス市）を本拠とした一族。平安時代後期に常陸国から源義清・清光が甲斐国へ流罪となり、その子孫は盆地各地へ進出するが、清光期の西郡在地豪族に大井氏が見られる。
南北朝時代には安芸守護武田信武が甲斐守護となり甲斐へ土着するが、信武の三男信明は大井荘へ入部して大井氏を称した。信明の2人の兄が甲斐・安芸両武田氏の祖とされているが、信明が惣領の重要な業務である父祖（ここでは父・信武）の供養を行っていることや信武晩年の官途である陸奥守を名乗っていることから、信明も武田氏家督もしくは有資格者であったと考えられている。
室町時代には上杉禅秀の乱により守護武田氏の権威が失墜し甲斐各地では有力国人領主が台頭し武田氏に対抗する。戦国時代に大井氏は郡内領主の小山田氏や河内領主の穴山氏、東郡の栗原氏と並ぶ西郡の有力国衆として台頭する。
『高白斎記』『塩山向嶽庵小年代記』に拠れば大井信達・信業は富田城（南アルプス市戸田）を本拠とし、穴山信懸とともに駿河国守護の今川氏に属し武田氏に対抗する。信達は永正17年（1520年）に武田信虎と和睦し、娘（大井の方）が信虎の正室となり嫡男太郎（武田晴信、後の信玄）を産む。
大永元年（1521年）9月には今川氏の武将福島氏が甲斐へ侵攻し、富田城を攻略し甲府まで侵攻している。信虎期には甲斐の統一が達成され、信虎・晴信期には今川氏と同盟が結ばれ、西郡地域は安定する。
信達の子息には信業・信常・武藤信堯・武藤常昭がいる。信業は父・信達の出家により家督を継承し、享禄4年（1531年）2月2日に死去する。信業の子・信為は信業の没後に家督を継承し、信虎の娘・亀御料人を妻としている。『高白斎記』によれば、天文18年（1549年）6月27日に叔父の信常が名代として家督を継承しており、信為はこの前後に死去したと考えられている。
信達の次男・信常は武田晴信（信玄）の信濃侵攻において活躍している一方で歌人としても知られ、天文16年（1547年）には三条西実条の甲斐下向に際して、武田信繁や武藤信堯とともに歌会を行っている。信常は信為が死去すると名代として家督を継承する。信常は天文20年（1551年）7月14日以前に死去したと考えられている。信達の子・武藤信堯は武田家親族衆・武藤氏を継承し、天文19年（1550年）10月1日に砥石崩れの際に戦死したという。信達の六男・武藤常昭は信堯の跡を継いで武藤家を継承したと考えられている。
信常の子・信舜は信常没後に家督を継承し、元亀2年（1571年）8月5日に死去する。
現在の南アルプス市鮎沢には臨済宗寺院の古長禅寺（長禅寺）が所在する。長禅寺は真言宗寺院の西光寺が前身とされ、南北朝時代に夢窓疎石が中興して臨済宗寺院に改められたという。戦国時代には臨済宗妙心寺派の僧・岐秀元伯（ぎしゅうげんぱく）が招かれて住職となる。岐秀は武田晴信の学問の師となり、後に晴信により長禅寺は甲府城下に移転され、甲府五山の第一位となった。これが現在の甲府市愛宕町に古長禅寺とは別に所在する長禅寺である。また、岐秀は大井夫人の葬儀の際の導師を務めている。
天正10年（1582年）、甲州征伐によって武田氏滅亡の後、大井氏は帰農したと伝えられる。
『寛政重脩諸家譜』によると、大井信達の子、大井虎昌の系譜が江戸時代まで旗本として続いた。
大井信達 - 大井虎昌 - 大井昌次 - 大井昌義 - 大井昌保 - 大井昌信 - 大井昌豊